# 機場（地面運輸中心）巴士總站
機場（地面運輸中心）巴士總站（英語：Airport (Ground Transportation Centre) Bus Terminus）位於新界離島區赤鱲角暢達路一號停車場對面，連接香港國際機場客運大樓，為一個露天環狀巴士總站，現時有42條巴士路線以此為總站，另有15條巴士路線途經，是全港最多專營巴士路線使用的巴士總站。
城巴及龍運巴士分別於此總站設有顧客服務中心，方便旅客查詢路線資料及購買機場巴士（A線）車票。

## 車坑分佈
| 車坑編號       | 座向 | 路線                                |
| -------------- | ---- | ----------------------------------- |
| 1998年原有部分 |      |                                     |
| 入口           |      |                                     |
| A1             | 北行 | 落客站                              |
| A2             | 北行 | 城巴E22P、E22X線                    |
| A3             | 北行 | 城巴E22、E22A線                     |
| A4             | 北行 | 城巴A20、A23、N23線                 |
| A5             | 北行 | 城巴A29、NA29線                     |
| A6             | 北行 | 城巴A26、A28、N29線                 |
| A7             | 北行 | 城巴A22、A25、N21、N21A線           |
| A8             | 北行 | 城巴A21、NA20、NA21線               |
| A9             | 北行 | 城巴A10、A17、NA10、N26線           |
| A10            | 北行 | 城巴A12、N11、NA12線                |
| A11            | 北行 | 城巴A11、NA11線                     |
| 掉頭處         |      |                                     |
| B1             | 南行 | 龍運巴士A37、NA37線                 |
| B2             | 南行 | 龍運巴士A36、NA36線                 |
| B3             | 南行 | 龍運巴士A33、A33X、NA33線           |
| B4             | 南行 | 龍運巴士A34、A47X、N31、N64、NA47線 |
| B5             | 南行 | 龍運巴士A43、A43P、N42A、NA43線     |
| B6             | 南行 | 龍運巴士A41P、A42、N42、NA40線      |
| B7             | 南行 | 龍運巴士A41、A46、NA41線            |
| B8             | 南行 | 城巴E11、E11A、E21、E21D線          |
| B9             | 南行 | 城巴E23、E23A線                     |
| B10            | 南行 | 龍運巴士E32、E36P、E41線            |
| 出口           |      |                                     |
| 2011年延伸部分 |      |                                     |
| 入口           |      |                                     |
| 6              | 北行 | 龍運巴士E42線                       |
| 5              | 北行 | 龍運巴士E36、E36S線                 |
| 4              | 北行 | 龍運巴士E37線                       |
| 3              | 北行 | 龍運巴士E33、E33P線                 |
| 2              | 北行 | 龍運巴士A31、A38、NA31線            |
| 1              | 北行 | 龍運巴士A30、A32、NA30、NA32線      |
| 掉頭處         |      |                                     |
| 出口           |      |                                     |

### 城巴A10線
- 鴨脷洲（利樂街） ↔ 機場

於2006年3月26日投入服務，途經海怡半島、利東邨、香港仔、田灣、華富邨、置富花園、薄扶林、摩星嶺、堅尼地城、石塘咀、西區海底隧道、西九龍公路、昂船洲大橋、青嶼幹線、一號客運大樓及港珠澳大橋香港口岸。

### 城巴A11線
- 北角碼頭 ↔ 機場

於1998年7月6日投入服務，2001年4月2日經服務重組後延長至北角碼頭，途經炮台山、大坑（只限去程）、天后（只限回程）、銅鑼灣、灣仔、金鐘（只限回程）、中環、上環、西區海底隧道、西九龍公路、昂船洲大橋、青嶼幹線、一號客運大樓及港珠澳大橋香港口岸。

### 城巴A12線
- 小西灣（藍灣半島） ↔ 機場

於1998年7月6日投入服務，同年12月20日延長至柴灣（東），2001年7月22日延長至小西灣（藍灣半島），途經柴灣、筲箕灣、西灣河、太古城、鰂魚涌、北角、中環灣仔繞道、西區海底隧道、西九龍公路、昂船洲大橋、青嶼幹線、一號客運大樓及港珠澳大橋香港口岸。

### 城巴A17線
- 深灣 ↔ 機場

於2020年1月6日投入服務，途經黃竹坑、海洋公園、南風道、黃泥涌峽、跑馬地、灣仔、金鐘、中環（只限去程）、西區海底隧道、西九龍公路、昂船洲大橋、青嶼幹線、港珠澳大橋香港口岸及一號客運大樓。

### 城巴A20線
- 紅磡站 ↔ 機場

於2017年3月20日投入服務，2019年9月23日起，改經何文田、油麻地、大角咀、旺角、深水埗、長沙灣、美孚、荃灣路、青衣北岸公路、青嶼幹線及一號客運大樓。

### 城巴A21線
- 紅磡站 ↔ 機場

於1998年7月6日投入服務，途經尖沙咀東、尖沙咀、佐敦、油麻地、旺角、大角咀（只限去程）、西九龍走廊（只限回程）、海麗邨、青葵公路、青嶼幹線、一號客運大樓及港珠澳大橋香港口岸。

### 城巴A22線
- 藍田站 ↔ 機場

於1998年7月6日投入服務，途經觀塘市中心、牛頭角、九龍灣、彩虹邨、新蒲崗、九龍城、馬頭圍、土瓜灣、紅磡、佐敦、西九龍公路、昂船洲大橋、青嶼幹線、一號客運大樓及港珠澳大橋香港口岸。

### 城巴A23線
- 慈雲山（北） ↔ 機場

於2020年1月6日投入服務。2023年4月29日起，改經富山邨、鑽石山、黃大仙、樂富、九龍塘、石硤尾、深水埗、長沙灣、美孚、荃灣路、青衣北岸公路、青嶼幹線、港珠澳大橋香港口岸及一號客運大樓。

### 城巴A25線
- 啟德 ↔ 機場

於2023年4月1日投入服務，途經啟晴邨、德朗邨、土瓜灣、紅磡、尖沙咀、西九龍公路、昂船洲大橋、青嶼幹線、港珠澳大橋香港口岸及一號客運大樓。

### 城巴A25S線
- 未有資料，請加入至Module:香港巴士/lantau。

### 城巴A26線
- 油塘 ↔ 機場

於2018年1月29日投入服務，途經廣田邨、德田邨、康華苑、秀茂坪、四順、樂華邨、彩霞邨、彩盈邨、鑽石山、黃大仙、大窩坪、呈祥道、青葵公路、青嶼幹線、一號客運大樓及港珠澳大橋香港口岸。

### 城巴A28線
- 日出康城 ↔ 機場

於2015年9月27日投入服務，前身為A29P線，2023年12月18日起改稱A28。途經調景嶺、尚德邨、翠林邨、康盛花園、寶達邨、安達邨、安泰邨、彩雲邨、牛池灣、鑽石山、黃大仙、呈祥道、青葵公路、青嶼幹線、一號客運大樓及港珠澳大橋香港口岸。

### 城巴A29線
- 將軍澳（寶琳） ↔ 機場

於2011年9月25日投入服務，途經坑口、將軍澳隧道、觀塘市中心、牛頭角、九龍灣、牛池灣（只限回程）、鑽石山、黃大仙、大窩坪、呈祥道、青葵公路、青嶼幹線、一號客運大樓及港珠澳大橋香港口岸。

### 龍運巴士A30線
- 梨木樹 ↔ 機場（地面運輸中心）

於2023年6月25日投入服務，途經石籬邨、安蔭邨、石蔭邨、葵興、葵芳、青荃橋、青衣北岸公路、青嶼幹線、港珠澳大橋香港口岸及一號客運大樓。

### 龍運巴士A31線
- 荃灣（如心廣場） ↔ 機場（地面運輸中心）

於1998年7月6日投入服務，2011年7月16日延長至荃灣西鐵路站。2016年12月3日起，改經愉景新城、荃灣站、悅來酒店、環宇海灣、青荃橋、長安邨、青衣北岸公路、青嶼幹線、一號客運大樓及港珠澳大橋香港口岸。

### 龍運巴士A32線
- 葵涌邨 ↔ 機場（地面運輸中心）

於2016年12月3日投入服務。2023年6月25日起，改經大窩口、青荃橋、青衣邨、翠怡花園、長青邨、長康邨、青嶼幹線、一號客運大樓及港珠澳大橋香港口岸。

### 龍運巴士A33線
- 屯門公路轉車站 ↔ 機場（地面運輸中心）

於2002年8月3日投入服務，初期只於每日繁忙時間提供服務，2008年11月29日經服務重組後縮短至屯門站。2016年8月26日擴展至全日服務，途經青山公路。2020年12月28日起改經香港黃金海岸、三聖邨、置樂花園、屯門碼頭、悅湖山莊、蝴蝶邨、屯門赤鱲角隧道及一號客運大樓。

### 龍運巴士A33X線
- 屯門（富泰） ↔ 機場（地面運輸中心）

於2017年1月9日投入服務，2020年12月28日起改經嶺南大學、景峰花園、新墟、屯門站、屯門市中心、安定邨、豐景園、龍富路、屯門赤鱲角隧道、港珠澳大橋香港口岸及一號客運大樓。

### 龍運巴士A34線
- 洪水橋（洪元路） ↔ 機場（地面運輸中心）

於2020年12月28日投入服務，途經藍地、兆康苑、欣田邨、田景邨、良景邨、大興邨、山景邨、龍門居、富健花園、蝴蝶邨、屯門赤鱲角隧道、港珠澳大橋香港口岸及一號客運大樓。

### 龍運巴士A36線
- 錦上路站 ↔ 機場（地面運輸中心）

於2015年9月30日投入服務，初期只於每日繁忙時間提供服務，2016年8月4日經服務重組後縮短至朗屏站及擴展至全日服務，2021年6月20日起改經凹頭、形點、元朗大馬路、元朗公路、紅橋、龍富路、屯門赤鱲角隧道、港珠澳大橋香港口岸及一號客運大樓。

### 龍運巴士A37線
- 朗屏站 ↔ 機場（地面運輸中心）

於2016年7月25日投入服務，2021年6月20日起改經朗屏邨、香港濕地公園、天逸邨、天悅邨、天水圍市中心、天慈邨、屏欣苑、洪水橋、元朗公路、龍富路、屯門赤鱲角隧道、港珠澳大橋香港口岸及一號客運大樓。

### 龍運巴士A38線
- 荃灣（荃威花園） ↔ 機場（地面運輸中心）

於2016年8月13日投入服務，前身為A31P線，2019年9月21日起改稱A38。途經荃灣西約、汀九、青龍頭、深井、汀九橋、青嶼幹線、一號客運大樓及港珠澳大橋香港口岸。

### 龍運巴士A41線
- 沙田（碩門邨） ↔ 機場（地面運輸中心）

於1998年7月6日投入服務，2023年12月3日延長至石門，途經愉翠苑、沙田第一城、沙田市中心、車公廟、大圍、青沙公路、昂船洲大橋、青嶼幹線、一號客運大樓及港珠澳大橋香港口岸。

### 龍運巴士A41P線
- 烏溪沙站 ↔ 機場（地面運輸中心）

於1999年6月30日投入服務，途經錦英苑、馬鞍山市中心、耀安邨、錦泰苑、富安花園、石門、沙田第一城、青沙公路、昂船洲大橋、青嶼幹線、一號客運大樓及港珠澳大橋香港口岸。

### 龍運巴士A42線
- 沙田（黃泥頭） ↔ 機場（地面運輸中心）

於2023年12月3日投入服務，途經水泉澳邨、沙田圍、新田圍邨、顯田、青沙公路、昂船洲大橋、青嶼幹線、港珠澳大橋香港口岸及一號客運大樓。

### 龍運巴士A43、A43P線
A43
- 粉嶺（聯和墟） ↔ 機場（地面運輸中心）

於1999年1月30日投入服務，2001年6月17日延長至粉嶺（聯和墟），途經祥華邨、花都廣場、粉嶺站、嘉福邨、上水站、粉嶺公路、大欖隧道、汀九橋、青嶼幹線、一號客運大樓及港珠澳大橋香港口岸。
A43P
- 粉嶺（聯和墟） ↔ 機場（地面運輸中心） （經落馬洲）

於2015年9月30日投入服務，2016年6月15日擴展至全日服務，此線起訖點與A43相同，不同的是途經落馬洲公共交通轉車站，但不途經粉嶺南百和路一帶。

### 龍運巴士A46線
- 火炭（駿景園） ↔ 機場（地面運輸中心）

於2023年12月3日投入服務，途經禾輋邨、瀝源邨、沙田市中心、美林邨、青沙公路、昂船洲大橋、青嶼幹線、港珠澳大橋香港口岸及一號客運大樓。

### 龍運巴士A47X線
- 大埔（太和） ↔ 機場（地面運輸中心）

於2016年8月20日投入服務，2023年8月13日起改經富蝶邨、富亨邨、大埔中心、大埔墟站、廣福邨、吐露港公路、青沙公路、昂船洲大橋、青嶼幹線、一號客運大樓及港珠澳大橋香港口岸。

### 城巴E23、E23A線
E23
- 慈雲山（南） ↔ 機場

於1998年7月6日投入服務，1999年4月25日經服務重組後縮短至彩虹巴士總站，2009年1月5日延長至慈雲山（南），途經新蒲崗、九龍城、馬頭圍、土瓜灣、紅磡、黃埔花園、佐敦、西九龍公路、青葵公路、青嶼幹線、東涌市中心、機場後勤區及一號客運大樓。
E23A
- 慈雲山（南） ↔ 機場

於2018年12月16日投入服務，此線起訖點與E23相同，不同的是繞經東涌北。

### 龍運巴士E33線
- 屯門市中心 ↔ 機場（地面運輸中心）

於1998年5月26日投入服務，1998年6月22日延長至此，2020年12月28日起改經安定邨、豐景園、龍門居、富健花園、蝴蝶邨、屯門赤鱲角隧道、東涌市中心及機場後勤區。

### 龍運巴士E33P線
- 兆康站（南） ↔ 機場（地面運輸中心）

於2008年11月29日配合服務重組而投入服務，2020年12月28日起改經富泰邨、兆康苑、寶怡花園、田景邨、山景邨、屯門泳池、蝴蝶邨、屯門赤鱲角隧道、東涌市中心及機場後勤區，只於每日繁忙時間提供服務。

### 龍運巴士E36線
- 元朗（八鄉路） ↔ 機場（地面運輸中心）

於2021年6月20日投入服務，取代前身E34B線，途經錦田、凹頭、形點、元朗大馬路、元朗公路、屯門赤鱲角隧道、東涌市中心及機場後勤區。

### 龍運巴士E36S線
- 元朗（媽橫路） ↔ 機場（地面運輸中心）

於2021年8月30日投入服務，取代E36線的特別班次，途經元朗大馬路、形點、元朗公路、大欖隧道、汀九橋、青嶼幹線、東涌市中心及機場後勤區，於逢星期一至六繁忙時間上午設去程及下午設回程服務。

### 龍運巴士E37線
- 天水圍市中心 ↔ 機場（地面運輸中心）
- 天水圍市中心 → 機場（地面運輸中心）（不經天水圍北）（特別班次）
- 天頌苑頌棋閣 → 機場（地面運輸中心）（特別班次）

於2021年6月20日投入服務，取代前身E34A線，途經嘉湖山莊（美湖居、麗湖居、景湖居）、天晴邨、香港濕地公園、天逸邨、天富苑、天頌苑、天瑞邨、天水圍公園、天耀邨、天祐苑、元朗公路、屯門赤鱲角隧道、汀九橋、青嶼幹線、東涌市中心及機場後勤區，於上午繁忙時間另設有不經天水圍北前往機場方向的特別班次。

### 龍運巴士E42線
- 沙田（博康） ↔ 機場（地面運輸中心）

於1998年4月9日投入服務，同年6月22日延長至此，途經沙田市中心、車公廟、大圍、城門隧道、青荃橋、青衣西路、青嶼幹線、東涌市中心及機場後勤區。

### 城巴N11線
- 中環（港澳碼頭） ↔ 機場

於1998年7月6日投入服務，2006年8月22日改為來往中環（港澳碼頭），途經中環、金鐘、灣仔、銅鑼灣、海底隧道、佐敦、西九龍公路、青葵公路、青嶼幹線、東涌市中心、機場後勤區及一號客運大樓。

### 城巴N21、N21A線
N21
- 尖沙咀（天星碼頭） ↔ 機場

於1997年6月1日投入服務，1998年6月22日延長至此，1999年12月20日經服務重組後延長至尖沙咀（天星碼頭），途經佐敦、油麻地、旺角、深水埗、長沙灣、荔枝角、荃灣路、青荃橋、青衣西路、青嶼幹線、東涌市中心、機場後勤區及一號客運大樓，只於深宵時段提供服務，為首條北大嶼山對外深宵巴士路線。
N21A
- 尖沙咀（天星碼頭） ↔ 機場（經東涌北）

往機場方向的班次於2005年7月18日投入服務，往尖沙咀方向的班次於2009年1月19日投入服務，途經佐敦、油麻地、旺角、深水埗、長沙灣、荔枝角、荃灣路、青荃橋、青衣西路、青嶼幹線、東涌北、逸東邨、東涌市中心、機場後勤區（只限回程）、國泰城及一號客運大樓，只於深宵時段提供服務，為城巴N21線的特別班次。

### 龍運巴士N31線
- 荃灣（愉景新城） ↔ 機場（地面運輸中心）

於1998年6月22日投入服務，途經荃灣站、沙咀道、青荃橋、長安邨、青衣西路、東涌北、逸東邨、東涌市中心及機場後勤區，只於深宵時段提供服務。

### 龍運巴士N64線
- 機場（地面運輸中心） → 東涌（逸東邨）

於2009年10月12日投入服務，途經一號客運大樓、富豪機場酒店、國泰城、超級一號貨站、空郵中心、國泰航膳中心及東涌市中心，只於深宵時段提供服務。

### 城巴E11、E11A線
E11
- 天后站 ↔ 航天城

於1998年1月18日投入服務，2005年12月20日延長至機場博覽館，途經銅鑼灣、灣仔、金鐘、中環、上環、西區海底隧道、西九龍公路、青葵公路、青嶼幹線、東涌市中心、機場後勤區及一號客運大樓，為北大嶼山首條常規過海隧道巴士路線，只限往天后站方向途經此總站。只於星期一至五早上05:20至07:20及每天16:20後提供服務。
E11A
- 天后站 ↔ 航天城

於2015年9月20日投入服務，此線起訖點與E11相同，不同的是繞經東涌北，只限往天后站方向途經此總站。只於星期一至五08:00/星期六、日及公眾假期05:20至16:00 (每天)提供服務。

### 城巴E21、E21D線
E21
- 大角咀（維港灣） ↔ 航天城

於1997年5月22日配合青嶼幹線通車投入服務，2005年12月20日延長至由此開出，途經旺角、深水埗、長沙灣、荔枝角、荃灣路、青荃橋、青衣西路、青嶼幹線、東涌市中心、機場後勤區及一號客運大樓，為城巴首條北大嶼山對外巴士路線，只於每天14:10 - 00:00 (往大角咀)/05:30 - 15:50 (往機場)提供服務，為城巴首條北大嶼山對外巴士路線。
E21D
- 大角咀（維港灣） ↔ 航天城

於2022年8月29日投入服務，此線起訖點及繞經與E21相同，不同的是繞經東涌北而不經東涌市中心，只於每天05:30 - 13:50 (往大角咀)/16:10 - 00:00 (往機場)提供服務。

### 城巴E22線
- 藍田（平田街） ↔ 航天城

於1997年6月1日投入服務，1999年4月25日經服務重組後延長至由藍田（北）開出，2005年12月20日延長至機場博覽館，途經麗港城、觀塘市中心、牛頭角、九龍灣、牛池灣、鑽石山、黃大仙、橫頭磡、九龍塘、大窩坪、呈祥道、青葵公路、青嶼幹線、東涌市中心、機場後勤區及一號客運大樓，只限往藍田（北）方向途經此總站。

### 城巴E22A線
- 將軍澳（康盛花園） ↔ 航天城

於2000年10月22日投入服務，2001年4月2日提升至每天全日服務，2005年12月20日延長至機場博覽館，2011年9月25日經服務重組後延長至由康盛花園開出，途經寶琳、坑口、將軍澳市中心、調景嶺、將軍澳隧道、觀塘市中心、牛頭角、九龍灣、牛池灣、鑽石山、黃大仙、大窩坪、呈祥道、青葵公路、青嶼幹線、東涌市中心、機場後勤區及一號客運大樓，只限往將軍澳（康盛花園）方向途經此總站。

### 城巴E22P、E22X線
E22P
- 油塘 ↔ 航天城

於2000年6月28日投入服務，2003年3月17日延長至由油塘開出，2005年12月20日延長至機場博覽館，途經藍田碧雲道、秀茂坪、四順、牛池灣、鑽石山、黃大仙、大窩坪、呈祥道、青葵公路、青嶼幹線、國泰城、民航處總部及一號客運大樓，只於平日繁忙時間提供服務，為城巴E22線的特別班次，只限往油塘方向途經此總站。
E22X
- 油塘 ↔ 航天城

於2012年1月16日配合服務重組投入服務，途經藍田碧雲道、啟田道、麗港城、觀塘市中心、牛頭角、九龍灣、牛池灣、鑽石山、黃大仙、大窩坪、呈祥道、青葵公路、青嶼幹線、國泰城、民航處總部及一號客運大樓，只於平日繁忙時間提供服務，為城巴E22線的特別班次，只限往油塘方向途經此總站。

### 龍運巴士E32線
- 葵芳（南） ↔ 航天城

於1997年12月30日投入服務，2005年12月20日延長至機場博覽館，途經葵興、大窩口站、青荃橋、長安邨、楓樹窩路（部份時段）、青衣鄉事會路（部份時段）、青康路（部份時段）、青衣西路、青嶼幹線、東涌市中心、機場後勤區及一號客運大樓，只限往葵芳（南）方向途經此總站。

### 龍運巴士E36P線
- 元朗（上村） ↔ 航天城

於2021年6月21日投入服務，途經錦上路、錦田、凹頭、大欖隧道、汀九橋、青嶼幹線、東涌市中心及機場後勤區，於逢星期一至六繁忙時間上午設去程及下午設回程服務。

### 龍運巴士E41線
- 大埔頭 ↔ 航天城

於1998年6月22日投入服務，2005年12月20日延長至機場博覽館，途經大埔中心巴士總站、大埔墟、廣福邨、城門隧道、青荃橋、青衣北岸公路、青嶼幹線、東涌市中心、機場後勤區及一號客運大樓，只限往大埔頭方向途經此總站。

### 城巴N23線
- 慈雲山（北） ↔ 東涌站（經機場）

於1999年4月25日投入服務，同年12月20日經服務重組後縮短至來往慈雲山（中）及東涌站，2001年1月7日延長至慈雲山（北），途經富山邨、鑽石山、新蒲崗、九龍城、馬頭圍、土瓜灣、紅磡、黃埔花園、佐敦（只限回程）、油麻地（只限去程）、旺角（只限去程）、大角咀（只限去程）、西九龍公路、青葵公路、青嶼幹線、一號客運大樓及機場後勤區，只於深宵時段提供服務，只限往慈雲山（北）方向途經此總站。

### 城巴N26線
- 油塘 ↔ 東涌站（經機場）

於1999年12月20日投入服務，2003年4月22日延長至油塘，途經藍田碧雲道、秀茂坪、四順、牛池灣、鑽石山、竹園邨、大窩坪、呈祥道、青葵公路、青嶼幹線、一號客運大樓及機場後勤區，只於深宵時段提供服務，只限往油塘方向途經此總站。

### 城巴N29線
- 將軍澳（康盛花園） ↔ 東涌站（經機場）

於1999年12月20日投入服務，2012年5月13日延長至將軍澳（康盛花園），途經寶琳、坑口、調景嶺、將軍澳市中心、將軍澳隧道、藍田啟田道、藍田站、觀塘市中心、牛頭角、九龍灣、牛池灣、鑽石山、黃大仙、橫頭磡、大窩坪、呈祥道、青葵公路、青嶼幹線、一號客運大樓及機場後勤區，只於深宵時段提供服務，只限往將軍澳（康盛花園）方向途經此總站。

### 城巴NA10線
- 鴨脷洲（利樂街） ↔ 港珠澳大橋香港口岸（經機場客運大樓）

於2017年6月29日投入服務，途經海怡半島、利東邨、香港仔、田灣、華富邨、置富花園、薄扶林、摩星嶺道、堅尼地城、石塘咀、西區海底隧道、西九龍公路、昂船洲大橋、青嶼幹線及香港國際機場一號客運大樓，只於深宵時段提供服務，只限往鴨脷洲（利樂街）方向途經此總站。

### 城巴NA11線
- 北角碼頭 ↔ 港珠澳大橋香港口岸（經機場客運大樓）

於2016年7月16日投入服務，途經炮台山、大坑（只限去程）、天后（只限回程）、銅鑼灣、灣仔、金鐘（只限回程）、中環、上環、西區海底隧道、西九龍公路、昂船洲大橋、青嶼幹線及香港國際機場一號客運大樓，只於深宵時段提供服務，只限往北角碼頭方向途經此總站。

### 城巴NA12線
- 杏花邨 ↔ 港珠澳大橋香港口岸（經機場客運大樓）

於2017年6月29日投入服務，途經小西灣、柴灣、筲箕灣、西灣河、太古城、鰂魚涌、北角、中環（只限去程）、上環（只限回程）、石塘咀、西區海底隧道、西九龍公路、昂船洲大橋、青嶼幹線及香港國際機場一號客運大樓，只於深宵時段提供服務，只限往杏花邨方向途經此總站。

### 城巴NA20線
- 黃埔花園 ↔ 港珠澳大橋香港口岸（經機場客運大樓）

於2018年7月3日投入服務，途經紅磡（只限回程）、尖沙咀東、尖沙咀、佐敦、油麻地、旺角、深水埗、長沙灣、美孚、荃灣路、青衣北岸公路、青嶼幹線及香港國際機場一號客運大樓，只於深宵時段提供服務，只限往黃埔花園方向途經此總站。

### 城巴NA21線
- 港珠澳大橋香港口岸（經機場客運大樓） ↺ 旺角

於2015年7月23日投入服務，途經機場客運大樓、國泰城、青嶼幹線、青葵公路、旺角及大角咀，只於深宵時段提供服務。

### 城巴NA29線
- 將軍澳（寶琳） ↔ 港珠澳大橋香港口岸（經機場客運大樓）

於2015年7月23日投入服務，途經坑口、將軍澳隧道、觀塘市中心、牛頭角、九龍灣、牛池灣（只限回程）、鑽石山、黃大仙、大窩坪、呈祥道、青葵公路、青嶼幹線及香港國際機場一號客運大樓，只於深宵時段提供服務，只限往將軍澳（寶琳）方向途經此總站。

### 龍運巴士N42線
- 馬鞍山（耀安） ↔ 東涌站（經機場）

於1999年6月30日投入服務，途經錦英苑、馬鞍山市中心、大水坑、亞公角、石門、沙田第一城、愉田苑、沙田圍、沙田市中心、沙田頭、大圍、城門隧道、青荃橋、青衣北岸公路、青嶼幹線、一號客運大樓及機場後勤區，只於深宵時段提供服務，只限往馬鞍山（耀安）方向途經此總站。

### 龍運巴士N42A線
- 粉嶺（聯和墟） ↔ 東涌站（經機場）

於1998年6月22日投入服務，2005年12月20日延長至機場博覽館，途經祥華邨、花都廣場、粉嶺站、嘉福邨、上水站、粉嶺公路、大埔舊墟、大埔中心巴士總站、大埔墟、廣福邨、城門隧道、青荃橋、青衣北岸公路、青嶼幹線、一號客運大樓及機場後勤區，只於深宵時段提供服務，只限往粉嶺（聯和墟）方向途經此總站。

### 龍運巴士NA30線
- 梨木樹 ↔ 港珠澳大橋香港口岸（經機場客運大樓）

於2024年11月24日投入服務，途經石籬邨、安蔭邨、石蔭邨、葵興、葵芳、青荃橋、青衣北岸公路、青嶼幹線、國泰城及一號客運大樓，只於深宵時段提供服務，只限往梨木樹方向途經此總站。

### 龍運巴士NA31線
- 荃灣（如心廣場） ↔ 港珠澳大橋香港口岸（經機場客運大樓）

於2017年4月8日投入服務，途經愉景新城、荃灣站、悅來酒店、環宇海灣、青荃橋、長安邨、青衣北岸公路、青嶼幹線、國泰城及一號客運大樓，只於深宵時段提供服務，只限往荃灣（如心廣場）方向途經此總站。

### 龍運巴士NA32線
- 葵涌邨 ↔ 港珠澳大橋香港口岸（經機場客運大樓）

於2017年4月8日投入服務，2024年11月24日起，改經大窩口、青荃橋、青衣邨、翠怡花園、長青邨、長康邨、青嶼幹線、國泰城及一號客運大樓，只於深宵時段提供服務，只限往葵涌邨方向途經此總站。

### 龍運巴士NA33線
- 國泰城 ↔ 屯門（富泰）（經機場客運大樓、港珠澳大橋香港口岸）

於2015年7月23日投入服務，2020年12月28日起改經兆康苑、欣田邨、田景邨、良景邨、大興邨、山景邨、屯門站、屯門市中心、安定邨、豐景園、龍門居、富健花園、蝴蝶邨、屯門赤鱲角隧道、港珠澳大橋香港口岸及機場客運大樓，只於深宵時段提供服務，只限往屯門（富泰）方向途經此總站。

### 龍運巴士NA36線
- 國泰城 ↔ 錦上路站（經機場客運大樓、港珠澳大橋香港口岸）

於2021年6月20日投入服務，取代前身NA34線，途經凹頭、形點、元朗大馬路、元朗公路、紅橋、屯門市廣場、屯門赤鱲角隧道、港珠澳大橋香港口岸及機場客運大樓，只於深宵時段提供服務，只限往錦上路站方向途經此總站。

### 龍運巴士NA37線
- 國泰城 ↔ 天水圍市中心（經機場客運大樓及港珠澳大橋香港口岸）

於2015年7月23日投入服務，2021年6月20改經嘉湖山莊（美湖居、麗湖居、景湖居）、天晴邨、天逸邨、天富苑、天頌苑、天瑞邨、天水圍公園、天耀邨、屏欣苑、洪水橋、藍地、紅橋、屯門市廣場、屯門赤鱲角隧道、港珠澳大橋香港口岸及機場客運大樓，只於深宵時段提供服務，只限往天水圍市中心方向途經此總站。

### 龍運巴士NA40線
- 烏溪沙站 ↔ 港珠澳大橋香港口岸（經機場客運大樓）

於2016年12月17日投入服務，途經錦英苑、馬鞍山市中心、耀安邨、錦泰苑、富安花園、石門、沙田第一城、禾輋邨、瀝源邨、沙田市中心、城門隧道、青荃橋、青衣北岸公路、青嶼幹線、國泰城及一號客運大樓，只於深宵時段提供服務，只限往烏溪沙站方向途經此總站。

### 龍運巴士NA41線
- 沙田（水泉澳） ↔ 港珠澳大橋香港口岸（經機場客運大樓）

於2016年12月17日投入服務，途經小瀝源、愉翠苑、沙田第一城、圓洲角、沙田圍、車公廟、顯田、大圍、美林邨、城門隧道、青荃橋、青衣北岸公路、青嶼幹線、國泰城及一號客運大樓，只於深宵時段提供服務，只限往水泉澳方向途經此總站。

### 龍運巴士NA43線
- 粉嶺（聯和墟） ↔ 港珠澳大橋香港口岸（經機場客運大樓）

於2016年12月17日投入服務，途經祥華邨、花都廣場、粉嶺站、嘉福邨、上水站、粉嶺公路、落馬洲公共交通轉車站、大欖隧道、汀九橋、青嶼幹線、國泰城及一號客運大樓，只於深宵時段提供服務，只限往粉嶺（聯和墟）方向途經此總站。

### 龍運巴士NA47線
- 大埔（太和） ↔ 港珠澳大橋香港口岸（經機場客運大樓）

於2017年4月8日投入服務，2023年8月13日起改經富蝶邨、富亨邨、大埔中心、大埔墟站、廣福邨、白石角、香港科學園、青沙公路、昂船洲大橋、青嶼幹線、國泰城及一號客運大樓，只於深宵時段提供服務，只限往大埔（太和）方向途經此總站。

## 過往路線
已取消
- 城巴A26P線
- 城巴A29P線
- 城巴E22B線
- 城巴E23P線
- 龍運巴士A33P線
- 龍運巴士A47線
- 龍運巴士E34線
- 龍運巴士E34P線 (第一代)
- 龍運巴士E34A線
- 龍運巴士E34B線
- 龍運巴士E34S線

已遷出
- 城巴E11線
- 城巴E21線
- 城巴E22線
- 龍運巴士E32線
- 龍運巴士E41線
- 龍運巴士N30線

## 外部連結
香港大典上的相关条目：機場 (地面運輸中心) 總站（繁體中文）
- 機場（地面運輸中心）巴士總站 （页面存档备份，存于），城巴／新巴
- 龍運巴士 （页面存档备份，存于）